# Lee Talbott
Lee Talbott (Leander James Talbott Jr.; * 12. Juli 1887 in Kansas City, Missouri; † 16. September 1954 ebenda) war ein US-amerikanischer Leichtathlet und Ringer.
Bei den Olympischen Spielen 1908 in London wurde er Fünfter im Hammerwurf, Sechster im Diskuswurf und Achter im Kugelstoßen. 
1909 wurde er US-Meister im Hammerwurf, 1909 und 1915 im Gewichtweitwurf.
Im Freistilringen der Spiele in London schied er im Schwergewicht in der ersten Runde aus, im Tauziehen der Spiele in London wurde er mit der US-Mannschaft Fünfter.

## Persönliche Bestleistungen
- Kugelstoßen: 14,415 m, 17. Juli 1915, Chicago
- Diskuswurf: 43,29 m. 24. April 1913, Philadelphia
- Hammerwurf: 52,88 m, 7. Mai 1910, Carlisle